# Патрик Јанг
Патрик Јанг (енгл. Patric Young; Џексонвил, Флорида, 1. фебруар 1992) је амерички кошаркаш. Игра на позицији центра, а тренутно је без ангажмана.

## Биографија
Јанг је од 2010. до 2014. године похађао Универзитет Флорида на коме је играо за екипу Флорида гејторса. Већ у првој години студија наговестио је велики потенцијал, те је 2011. уврштен у идеални тим бруцоша Југоисточне конференције (SEC). Од 2012. до 2014. SEC конференција га је три пута заредом проглашавала за ученика-спортисту године. У завршној години је у оквирима конференције изабран још и за најбољег одбрамбеног играча, те члана друге поставе идеалног тима. Године 2014. национална асоцијација колеџ тренера доделила му је награду за најбољег високог играча, а нашао је место и у престижном избору NCAA All-Americans.
На НБА драфту 2014. није изабран. У јулу исте године играо је НБА летњу лигу у дресу Њу Орлеанс пеликанса, након чега је потписао и уговор са овим тимом. Ипак, отпуштен је већ 30. новембра и то пре него што је забележио иједан наступ за Пеликансе у званичној утакмици. Почетком децембра 2014. ангажовао га је турски Галатасарај. У јулу 2015. постао је члан Олимпијакоса са којим је провео наредне две сезоне. Дана 10. јула 2017. потписао је за Олимпију из Милана. Међутим, због повреда није одиграо ниједну утакмицу за овај клуб и отпуштен је 26. фебруара 2018. године. Дана 6. децембра 2018. потписао је за Авелино.

## Успеси

### Клупски
- Олимпијакос :
  - Првенство Грчке (1): 2015/16.

- Олимпија Милано:
  - Суперкуп Италије (1): 2017.